# Sainte-Croix-du-Mont
Sainte-Croix-du-Mont – miejscowość i gmina we Francji, w regionie Nowa Akwitania, w departamencie Żyronda.
Według danych na rok 1990 gminę zamieszkiwały 804 osoby, a gęstość zaludnienia wynosiła 90 osób/km² (wśród 2290 gmin Akwitanii Sainte-Croix-du-Mont plasuje się na 518. miejscu pod względem liczby ludności, natomiast pod względem powierzchni na miejscu 1140.).